# Zaharia Stancu
Zaharia Stancu, né le 7 octobre 1902 à Salcia dans le județ de Teleorman en Roumanie et mort le 5 décembre 1974 à Bucarest, est un écrivain, poète, romancier, philosophe, directeur de théâtre, journaliste, académicien roumain.

## Biographie
Après des études courtes et de multiples petits emplois, Zaharia Stancu devint journaliste, en 1921, grâce à l'écrivain et journaliste Gala Galaction (pseudonyme de Grigore Pișculescu). Il reprit ses études dans la seconde moitié des années 1920 et termina des études universitaires en littérature et en philosophie à l'université de Bucarest en 1933.
En 1927, il publie son premier recueil de poésies Poèmes simples pour lequel il reçoit le Prix des écrivains roumains. Durant la Seconde Guerre mondiale, il fut emprisonné par le régime d'Ion Antonescu. Il resta détenu dans le camp de concentration de Târgu Jiu réservé aux prisonniers politiques.
En 1946, il est nommé directeur du théâtre national de Bucarest. Après l'instauration du régime communiste, il devint membre de l'Académie roumaine. En 1949, il est désigné comme président de l'Union des écrivains de Roumanie, fonction qu'il occupera jusqu'en 1956, puis de nouveau de 1966 à 1974. En 1971, il est le lauréat du Prix Herder remis par le gouvernement autrichien.
Zaharia Stancu publia six recueils de poésies. En 1948, il publia son premier roman Desculț (« Les Nu-Pieds ») qui sera traduit dans une trentaine de langues. En 1981, fut publié une Anthologie de la poésie roumaine de Zaharia Stancu, aux éditions Nagel  (ISBN 978-2-8263-0749-5).
Durant ses dernières années de vie, il souffre de la maladie de Parkinson. Il meurt le 5 décembre 1974 à Bucarest. Sa maison natale à Salcia devient une Memorial House en 1994 et peut être visiter par les touristes.

## Œuvres
- Albe, poèmes, 1937
- Clopotul de aur, paroles, 1939
- Iarba fiarelor, 1941
- Oameni cu joben, roman, 1941
- Ani de fum, paroles, 1944
- Brazda îngustă și adâncă, 1944
- Zile de lagăr, 1945
- Secolul omului de jos, 1946
- Clopotul, 1947
- Desculț, roman, 1948
- Dulăii, roman, 1955
- Florile pământului, 1958
- Darie, 1960
- Jocul cu moartea, roman, 1961
- Costandina, povestiri, 1962
- Pădurea nebună, roman, 1966
- Jocul cu moartea, roman, 1968
- Ourouma, la fille du Tartare, A. Michel, 1968 ((ro) Uruma), roman, trad. Leon M. Negruzzi, 207 p.
- Vântul și ploaia, I-III, 1969
- Povestiri de dragoste. Groapa. Lupoaica. Costandina. Uruma. Liliacul. Ce mult te-am iubit. 1970
- Cantec șoptit, paroles, 1970
- Combien je t'ai aimée, A. Michel, 1972 ((ro) Ce mult te-am iubit, 1970), roman, trad. Leon M. Negruzzi, 256 p.
- Pentru oamenii acestui pământ. Articole, cuvântări, interviuri, confesiuni. 1961-1971, 1971
- La tribu, A. Michel, 1970 ((ro) Satrǎ, 1971), roman, trad. Leon M. Negruzzi, 371 p.
- Scrieri, I-XI, 1971-1979
- Sabia timpului, paroles, 1972
- Șaptezeci, paroles, 1972
- Desculț, roman, 1973
- Să nu uiți, Darie, 1973
- Triumful rațiunii, 1973
- Poeme cu luna. 1974
- Uruma, roman, 1974
- Anthologie de la poésie roumaine